# Yongqi
Yongqi (23 de marzo de 1741 - 16 de abril de 1766), conocido formalmente como príncipe Rong, fue un príncipe manchú de la dinastía Qing. Fue el quinto hijo del emperador Qianlong, y en un momento, fue considerado por su padre como un potencial heredero al trono. Sin embargo, murió prematuramente a los 25 años.

## Vida
Su madre era la Noble Consort Yu (愉 貴妃), que era del clan mongol Keliyete (珂 里 葉 特).
Yongqi fue estudioso y diligente desde una edad temprana. Todos los días, de todos los príncipes, era el primero en llegar al estudio del palacio para asistir a clases. Tenía una relación cercana con su hermano menor, Yongyan. Yongqi tenía talento: hablaba con fluidez los idiomas manchú y mongol, estaba versado en astronomía, geografía y cálculo calendárico. Una de sus obras fue el Jiaotong Tenggao (蕉 桐 幐 稿).
Yongqi estaba versado en poesía , pintura y caligrafía . También era experto en equitación y tiro con arco montado. Su talento le valió el favor de su padre, el Emperador Qianlong. En 1763, se produjo un incendio en el Antiguo Palacio de Verano , y Yongqi cargó a su padre en la espalda y lo puso a salvo. Dos años más tarde, el Emperador Qianlong le confirió a Yongqi el título de " Príncipe Rong del Primer Rango ", convirtiendo a Yongqi en el primero de los hijos del Emperador Qianlong en recibir oficialmente un título principesco. Además del carácter chino "Rong" (榮) en el título significa literalmente "gloria" u "honor", lo que demuestra que el emperador Qianlong tenía grandes esperanzas en Yongqi.
Yongqi murió en 1766 después de sufrir tuberculosis ósea durante varios meses. Ya estaba enfermo cuando lo nombraron "Príncipe Rong". Se le concedió el nombre póstumo de "Chun" (純; "puro"), por lo que su título póstumo completo se extendió a "Príncipe Rongchun de primer rango" (榮 純 親王).

## Tumba
Yongqi fue enterrado con el hijo mayor del emperador Qianlong, Yonghuang (永 璜; 1728-1750), quien también murió a los 20 años. La tumba, a veces conocida como la "Tumba del Príncipe Heredero" (太子 陵), se encuentra en la parte norte del este de Beijing, cerca de la ciudad de Bulaotun (不 老 屯鎮). En 1958 se demolió la tumba para dar paso a la construcción del embalse de Miyun (密雲 水庫). Su contenido fue cuidadosamente excavado y trasladado al Museo Capital .

## Antigua residencia
Yongqi y sus descendientes se fusionaron bajo la Bandera Roja Bordeada de las Ocho Banderas . La casa de Yongqi se convirtió más tarde en la residencia del príncipe Chun en la última parte de la dinastía Qing . Una residencia Prince Rong se encuentra en el suroeste de la actual Beijing en la puerta Xuanwu en el lado oeste del lago Taiping.

## Tasación
La madre de Yongqi no era una de las consortes de alto rango del Emperador Qianlong , pero sin embargo, Yongqi fue nombrado Príncipe de Primer Rango, y había señales de que el emperador había considerado designar a Yongqi como su heredero. Otros dos príncipes, Yonglian y Yongcong, se convirtieron en príncipes de primer rango porque nacieron de la emperatriz Xiaoxianchun . Como tal, se creía que el Emperador Qianlong realmente favorecía y amaba a Yongqi.
Yongqi fue el más destacado de los hijos del emperador Qianlong y la mejor opción para suceder a su padre, pero fue una pena que muriera a la temprana edad de 25 años. En 1793, cuando el emperador Qianlong se reunió con el enviado británico George Macartney, le dijo a este último que consideraba a Yongqi muy por sus muchos talentos, y era una lástima que muriera antes de tiempo.

## Familia
Consortes y problema:
- Consorte principal, del clan Sirin Gioro (嫡 福晉 西林 覺 羅氏)
  - Sexto hijo (9 de noviembre de 1765-29 de noviembre de 1765)
- Consorte secundaria, del clan Socoro (側 福晉 索 綽 羅氏)
  - Primer hijo (4 de julio de 1759 - 7 de julio de 1759)
  - Tercer hijo (12 de enero de 1762-19 de agosto de 1763)
  - Cuarto hijo (10 de septiembre de 1764 - 4 de noviembre de 1764)
  - Mianyi, príncipe Rongke de segundo rango (榮 恪 郡王 綿 億; 10 de septiembre de 1764-14 de abril de 1815), quinto hijo
- Ama, del clan Hu (胡氏)
  - Segundo hijo (3 de marzo de 1760)
  - Dama de segundo rango (縣 君; 16 de junio de 1762 - 9 de diciembre de 1780), primera hija
    - Se casó con Wangqinbanba'er (旺 親 班 巴爾; 1755–1804) del clan Alxa Borjigit en enero / febrero de 1780

  - Segunda hija (3 de febrero de 1764-14 de enero de 1765)

## En ficción y cultura popular
- Interpretado por Alec Su en My Fair Princess (1998)
- Interpretado por Leo Ku en My Fair Princess III (2003)
- Interpretado por Zhang Rui en New My Fair Princess (2011)
- Interpretado por Chen Youwei en Story of Yanxi Palace (2018)
- Interpretado por Qu Chuxiao en El amor real en el palacio de Ruyi (2018)